# Hermonassa reticulata
Hermonassa reticulata là một loài bướm đêm trong họ Noctuidae. Loài này được Boursin miêu tả khoa học lần đầu tiên năm 1967.